# Sin traición
Sin traición (del inglés No Treason: The Constitution of No Authority) es un ensayo de 1867 del anarquista, filósofo político y teórico legal estadounidense Lysander Spooner. Se subtitula La constitución sin autoridad.
En este largo ensayo, Spooner argumenta que la constitución de los Estados Unidos era un contrato de gobierno (véase: teoría del contrato social) el cual había sido irremediablemente transgredido durante la guerra civil norteamericana, y por lo tanto fue anulado. Además, desde que existía el gobierno bajo la constitución, este aplicó políticas coactivas contrarias al derecho natural y al consentimiento del gobernado, se había demostrado así que el documento no podía ser adecuado para detener muchos abusos contra la soberanía individual o evitar que la tiranía se arraigue. Spooner alentó su discusión observando que el gobierno federal, establecido por un contrato legal, no podría atar legalmente a todas las personas que vivían en la nación, puesto que ninguno de ellos había firmado sus nombres o había dado su consentimiento a ello en ninguna ocasión. Que el consentimiento siempre se haya asumido demuestra una falta a las más básicas cargas de prueba para que un contrato sea considerado válido ante un tribunal.
Spooner hizo circular ampliamente los folletos Sin traición, que también contienen una defensa legal contra el delito de traición imputado a los antiguos soldados de la Confederación (de ahí el nombre del folleto, alegando que "no hay traición a la patria" que haya sido cometida en la guerra por el Sur). Estos extractos fueron publicados en De Bow's Review y algunos otros conocidos periódicos del Sur de la época, y los escritos de Spooner pasaron a contribuir al desarrollo de la teoría política libertaria en los Estados Unidos, y fueron reimpresos a menudo en las primeras revistas libertarias como el Rampart Journal.
El teórico libertario Murray Rothbard, líder del moderno movimiento anarcocapitalista, llamó a No Treason "el más importante argumento para una filosofía política anarquista jamás escrito."